# Jeroným Jan Nepomucký Solař
Jeroným Jan Nepomucký Solař či také Jeroným Jan Nepomuk Solař (3. května 1827, Jindřichův Hradec – 30. ledna 1877, Želiv) byl český prozaik, katolický kněz, příslušník premonstrátského řádu, středoškolský pedagog, náboženský spisovatel, regionální místopisec, historik a archeolog.

## Život
Nejprve v Českých Budějovicích studoval filozofii. Jako dvacetiletý se dne 21. září 1847 stál členem řádu premonstrátů. Následně v Hradci Králové absolvoval teologii. Zde byl také 25. července 1852 vysvěcen na kněze. Pět let (v letech 1853–1858) vyučoval na gymnáziu v Havlíčkově (tehdy Německém) Brodě a poté zbytek života prožil v premonstrátském klášteře v Želivi na Pelhřimovsku. V letech 1859–1862 působil jako kaplan v Humpolci.
Roku 1861 byl zvolen dopisujícím členem Archeologického sboru Musea Království českého (tedy Národního muzea) v Praze a roku 1864 též členem sboru pro vzdělávání řeči a literatury při stejném muzeu. V roce 1868 se stal členem Historické společnosti v Praze. Stal se čestným občanem města Humpolce.
Zemřel v želivském klášteře, kde prožil druhou polovinu svého života.

## Dílo
Literárně činným se stal od 50. let 19. století. Nejdříve např. publikoval duchovní poezii.
Autorsky přispíval do řady časopisů, např.: Cyril a Metoděj, Hlasy katolické jednoty, Blahověst, Lumír či Živa.
V odborném periodiku Památky archeologické byla uveřejněna mnohá jeho pojednání o Havlíčkově Brodu, Lipnici nad Sázavou, Pohledu, Světlé nad Sázavou, o zaniklých klášterech v Opatovicích nad Labem a Vilémově i dalších místech na Vysočině a východních Čechách.
V svých nevýznamnějších publikacích zpracoval historii Humpolce a zejména Hradce Králové.
- Paměti města Humpolce (1863, znovu vydáno 2012)[4]
- Dějepis Hradce Králové nad Labem a biskupství hradeckého (1870)[4]

### Dějepis města Hradce Králové nad Labem a biskupství Hradeckého
Při svém studiu teologie v Hradci Králové se začal věnovat místní historii a nakonec se stal jedním z nejvýznamnějších historiků tohoto východočeského města. V knihovně místního semináře studoval německy sepsané dějiny města od Karla Josefa Bienera z Biebenbergu a také publikaci Dějiny Království českého a paměti města Králové Hradce nad Labem od Františka Švendy. Hlavním zdrojem pro Solařovu práci se nakonec stala Švendova kniha. K práci využil i pamětní knihu města založenou v roce 1835 Václavem Klimentem Klicperou a na návrh Karla Collina od roku 1862 psanou česky. Podrobné informace o válečném roku 1866 poskytl Solařovi městský radní Adolf Riedl, který si dělal přesné poznámky. Prusko-rakouskou válkou, resp. rokem 1866 zpracování historie města v Solařově díle končí.
Druhá část knihy je věnována církevním dějinám města a obsahuje životopisy všech 17 královéhradeckých biskupů, kteří do té doby byli ve funkci. Podle diecézního katalogu z roku 1867 zpracoval také seznam kostelů a klášterů na území spravovaném biskupstvím. Zmiňoval i zaniklé kostely.

Kniha obsahuje metodologické nedostatky, najdou se v ní věcné omyly, ale i tak jde o jedno z nejvýznamnějších děl o historii města Hradce Králové. O knize se zmínil i Jan Ježek ve své knize Zásluhy duchovenstva o řeč a literaturu českou.
Premonstrát želivský J. Jeronym Solař, známý svými pracemi „Lipnice hrad a město v Čáslavsku“, „Paměti města Humpolce“, vystoupil r. 1870 se samostatnějším větším spisem „Dějepis Hradce Králové nad Labem a biskupství královéhradecké“. Solař bádá podrobně i důkladně, popisuje názorně, vypravuje příjemně; v posledně jmenovaném díle obeznamuje čtenáře s minulostí města v náboženském ohledu kdysi prvního a v politickém druhého po Praze, líčí dějiny biskupství královéhradeckého a jeho velebné kathedrály, ač přesná historie s jednotlivými podrobnostmi méně závažnými v žádném přiměřeném poměru nestojí."
Jan Ježek, Zásluhy duchovenstva o řeč a literaturu českou (1880), s. 61 až 62
Hradecké dějiny vydával nejprve v letech 1868–70 v sešitech pod názvem "Dějepis města Hradce Králové nad Labem a biskupství Hradeckého". V roce 1870 dějiny vlastním nákladem vydal i knižně. Publikace má přes 700 stránek a je kompletně dostupná v rámci tzv. Digitální knihovny.

### Články v časopisu Živa
- Papoušek (1855)[9]

- Kočka (1855)[10]
- Stříbrné doly u Německého Brodu (1859)[11]